# Ангос
Анго́с (фр. Angos, окс. Angòs) — коммуна во Франции, находится в регионе Юг — Пиренеи. Департамент — Верхние Пиренеи. Входит в состав кантона Семеак. Округ коммуны — Тарб.
Код INSEE коммуны — 65010.

## География

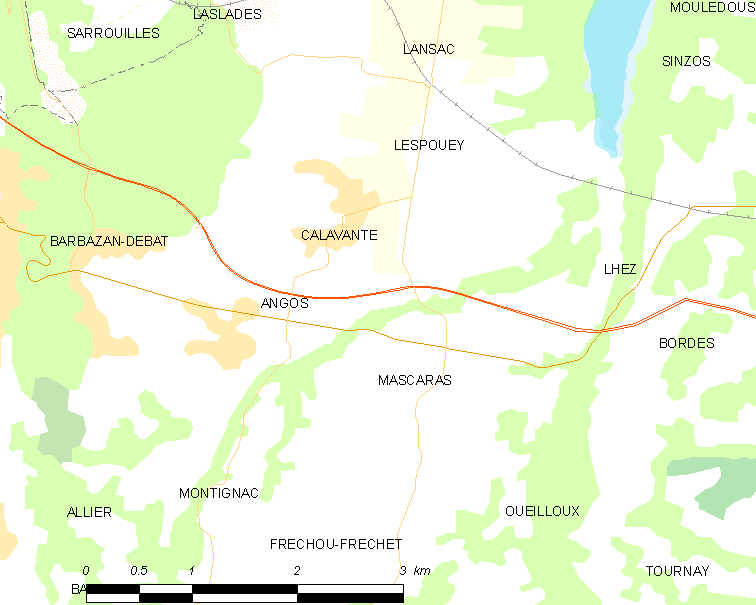
Карта коммуны

Коммуна расположена приблизительно в 660 км к югу от Парижа, в 115 км юго-западнее Тулузы, в 8 км к юго-востоку от Тарба.
Коммуна расположена в местности Бигорр. По территории коммуны протекает река Ус.

## Климат
Климат умеренно-океанический с солнечной тёплой погодой и обильными осадками на протяжении практически всего года.

## Население
Население коммуны на 2010 год составляло 225 человек.
| 1962 | 1968 | 1975 | 1982 | 1990 | 1999 | 2010 |
| ---- | ---- | ---- | ---- | ---- | ---- | ---- |
| 117  | 117  | 115  | 173  | 201  | 203  | 225  |

## Администрация
| Период | Период | Фамилия           | Партия | Примечания |
| ------ | ------ | ----------------- | ------ | ---------- |
| 2001   | 2020   | Жан-Кристьян Амар |        |            |

## Экономика
В 2010 году среди 141 человека трудоспособного возраста (15-64 лет) 99 были экономически активными, 42 — неактивными (показатель активности — 70,2 %, в 1999 году было 69,9 %). Из 99 активных жителей работали 92 человека (51 мужчина и 41 женщина), безработных было 7 (3 мужчин и 4 женщины). Среди 42 неактивных 7 человек были учениками или студентами, 25 — пенсионерами, 10 были неактивными по другим причинам.